# Saralisa Volm

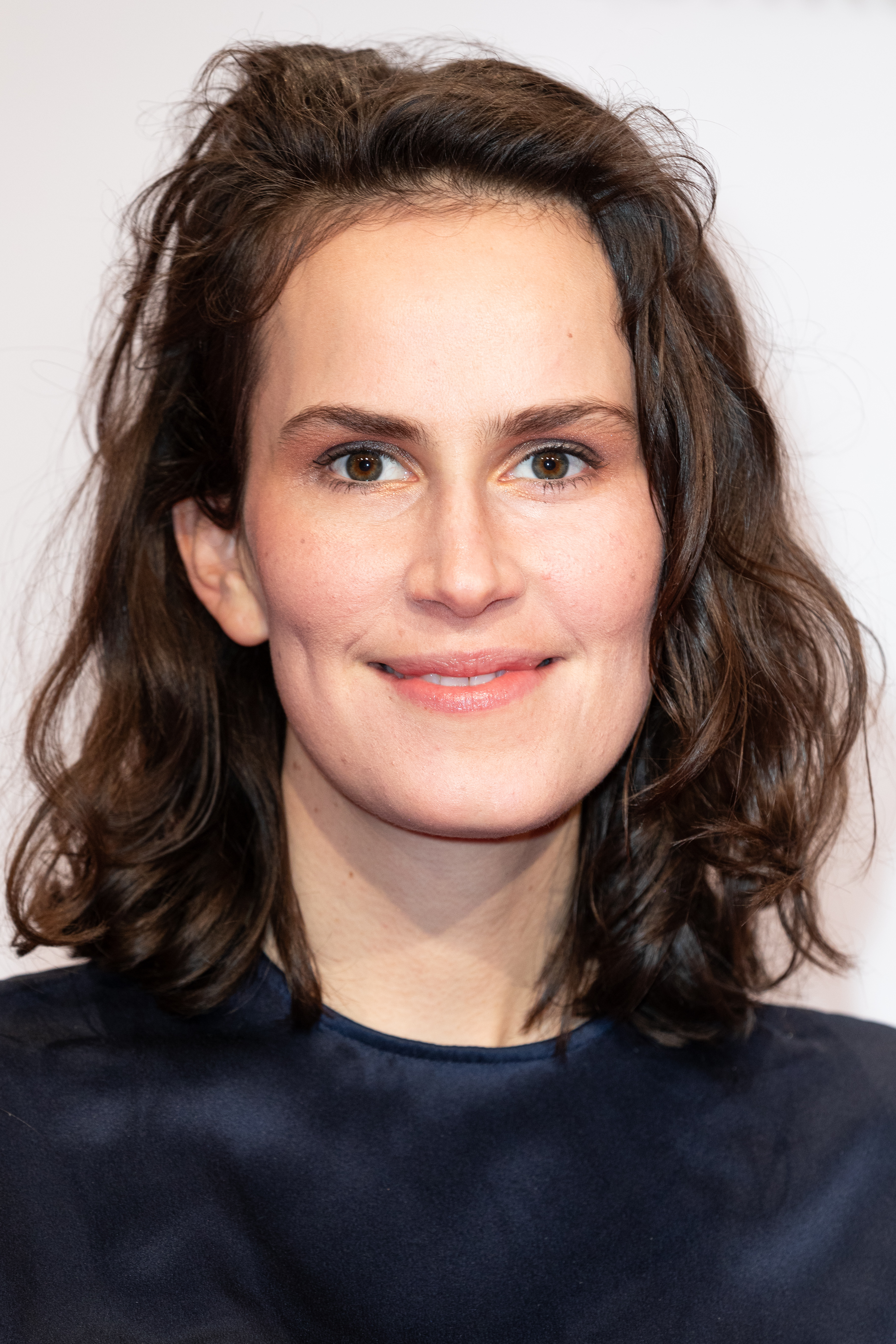
Saralisa Volm (2019)

Saralisa Volm (* 24. Juni 1985 in Hechingen) ist eine deutsche Schauspielerin, Filmproduzentin, Regisseurin, Kuratorin und Autorin. Bekannt wurde sie unter anderem durch ihre Hauptrollen in Finale, Dancing with Devils und Hotel Desire.

## Leben und Aktivitäten
Aufgewachsen ist Saralisa Volm in Freising. Einen Teil ihrer Schulzeit verbrachte sie am Gymnasium Bad Tölz und sammelte in der Schultheatergruppe erste Theatererfahrung.
Für den Film entdeckt wurde die damalige Verkäuferin im Einzelhandel 2006 durch den Regisseur und Drehbuchautor Klaus Lemke, mit dem sie Finale und später Dancing with Devils drehte. 2009 wurde Dancing with Devils mit dem Norddeutschen Filmpreis als Bester Fernsehfilm ausgezeichnet. 2011 spielte sie im durch Spenden (Crowdfunding) finanzierten erotischen Kurzfilm Hotel Desire an der Seite von Clemens Schick und Herbert Knaup. Im selben Jahr machte Volm ihren Bachelor of Arts in Kunstgeschichte und Philosophie.
2014 gründete sie gemeinsam mit drei weiteren Frauen den Blog glowbus.de, der sich nach eigener Darstellung „...mit allem beschäftigt, was Frauen interessiert“. 2016 verließ sie den Blog, um sich anderen Projekten zu widmen. In ihrem Buch Mamabeat aus demselben Jahr erzählt sie in teils heiterem Ton vom Elternsein.
Die Entwicklung eigener Projekte wurde ihr mehr und mehr zum Anliegen und machte die Gründung der eigenen Produktionsfirma POISON zu einem logischen Schritt. So entstand im Herbst 2014 in Zusammenarbeit mit dem Medienboard Berlin-Brandenburg und dem Bayerischen Rundfunk der Kurzfilm Die Verwandlung mit Golo Euler in der Hauptrolle. Mit Fikkefuchs (R: Jan Henrik Stahlberg) realisierte Saralisa Volm 2015 ihren ersten Langfilm als Produzentin.
2016 war sie in der Rolle der Viola in Shakespeares letzte Runde auf Arte zu sehen. Außerdem kuratierte sie ihre erste Ausstellung Trost und führte erstmals Regie für ein Musikvideo der Band Leather Report. Anfang 2017 zeigte die ARD die Folge Mordkommission Istanbul – Ein Dorf unter Verdacht mit Saralisa Volm in der Episodenhauptrolle.
Ihr Konzept für den Kurzfilm Am Draht der Zeit wurde vom FFF Bayern ausgezeichnet und finanziert. Im März 2018 feierte der Film Premiere.
Vom 22. März bis zum 8. April 2018 kuratierte Saralisa Volm gemeinsam mit Britta Helbig die Gruppenausstellung bitch MATERial. Außerdem erschien am 22. März 2018 ihr zweites Buch Puff! Platsch! Peng! Mit 52 Experimenten durch das Jahr. Das Experimentebuch wurde von Gregor Hinz illustriert. Sie schreibt als freie Autorin unter anderem für die SZ, Die Welt und Die Zeit. 2021 drehte sie ihr Spielfilmdebüt Schweigend steht der Wald basierend auf dem gleichnamigen Roman von Wolfram Fleischhauer.
Am 13. Oktober 2022 wurde Saralisa Volm in der Rubrik Sagen Sie jetzt nichts – Interview ohne Worte des SZ-Magazins gestisch porträtiert.
Als Co-Vorsitzende der Nachwuchssektion im Produzentenverband initiierte und realisierte sie eine Studie zur Situation des filmischen Nachwuchses in Deutschland. Seit 2022 ist sie Mitglied der Deutschen Filmakademie. Ebenfalls 2022 legte Saralisa Volm ihren Master in Kunstgeschichte ab.
Im April 2023 veröffentlichte sie über den Ullstein Verlag das Buch Das ewige Ungenügend – Eine Bestandsaufnahme des weiblichen Körpers. In diesem feministischen Werk schreibt sie teils faktisch und teils autobiografisch auch von ihrer früheren Bulimie, ihren Erfahrungen nach einer Vergewaltigung sowie den Nachteilen und ständigen Bewertungen als Ware Frau und Mutter. Volm thematisiert in diesem Buch das gesellschaftliche Idealbild. Ihrer Meinung nach messen Menschen den eigenen Körper daran und nehmen sich in einem permanenten Prozess des Scheiterns wahr.

## Privates
Saralisa Volm lebt mit ihren vier Kindern und ihrem Ehemann in Berlin.

## Filmografie (Auswahl)
als Darstellerin
- 2007: Finale
- 2008: Dancing with Devils
- 2009: Dawn
- 2010: Schmutziger Süden
- 2011: Hotel Desire
- 2012: Berlin für Helden
- 2013: Art Girls
- 2015: Die Verwandlung
- 2015: Simon sagt auf Wiedersehen zu seiner Vorhaut
- 2016: Shakespeares letzte Runde
- 2017: Mordkommission Istanbul – Ein Dorf unter Verdacht
- 2017: Figaros Wölfe
- 2017: Fikkefuchs
- 2021: Enfant Terrible
- 2021: Als Susan Sontag im Publikum saß

als Produzentin
- 2015: Die Verwandlung
- 2016: Instrumental Music (Musikvideo der Band Leather Report)
- 2017: Fikkefuchs
- 2018: Am Draht der Zeit (Kurzfilm)
- 2021: Alone Together (Kunstfilm)
- 2021: Ilse (Kurzfilm)
- 2022: Schweigend steht der Wald (Spielfilm)
- 2023: Am Wahn
- 2023: Truth or Dare (Dokumentarfilm)
- 2023: A Body Like Mine (Dokumentarfilm)

als Regisseurin
- 2016: Instrumental Music (Musikvideo der Band Leather Report)
- 2018: Am Draht der Zeit (Kurzfilm)
- 2022: Schweigend steht der Wald (Spielfilm)
- 2024: Am Ende der Wahrheit (Fernsehfilm)
- 2024: Schwesternliebe (Tatort)

als Autorin
- 2018: Am Draht der Zeit (Kurzfilm)
- 2021: Als Susan Sontag im Publikum saß

## Auszeichnungen
- 2009 Norddeutscher Filmpreis als bester Fernsehfilm für Dancing with Devils
- 2015 First Steps Award – Nominierung für Die Verwandlung
- 2017 Filmfest München – Nominierung für den Förderpreis Neues Deutsches Kino für Fikkefuchs
- 2017 Deutscher Filmpreis – Vorauswahl für Fikkefuchs
- 2018 Kurzfilmwettbewerb Bayern 2030 – 3. Preis für Am Draht der Zeit[25]
- 2020 Grimme Preis – Nominierung für Festival der Liebe[26]
- 2021 Hatun Sürüci Preis für bitch MATERial Ausstellungsreihe (Hatun-Sürücü-Preis 2021 | Grüne Fraktion Berlin)[27]
- 2021 Stipendium der Frankfurter Stiftung: Maecenia für Frauen in Wissenschaft und Kunst[28]
- 2022 VGF Stipendium für Nachwuchsproduzentinnen
- 2022 Berlinale Perspektive Deutsches Kino – Nominierung Kompass Perspektive Preis für Schweigend steht der Wald
- 2022 Lichter Filmfest Frankfurt International – Jurypreis bester Langfilm für Als Susan Sontag im Publikum saß
- 2022 Berlin Air Stipendium des Medienboard Berlin-Brandenburg in Guanajuato, Mexiko
- 2022 Internationales Filmfest Emden-Norderney – Sonderpreis „Ein Schreibtisch am Meer“ für Schweigend steht der Wald
- 2022 Preis der deutschen Filmkritik  – Nominierung bestes Spielfilmdebüt für Schweigend steht der Wald
- 2023 Deutscher Filmpreis – Vorauswahl für Schweigend steht der Wald

## Bücher
- Mamabeat. Kinder, Chaos, Glück! Beltz, Weinheim/Basel 2014, ISBN 3-407-85841-8.
- Puff! Platsch! Peng! Mit 52 Experimenten durch das Jahr. Mit farbigen Bildern von Gregor Hinz, Fischer Sauerländer, Frankfurt am Main 2018, ISBN 978-3-7373-5500-1.
- Das ewige Ungenügend. Eine Bestandsaufnahme des weiblichen Körpers. Wo bleibt die weibliche Selbstbestimmung? Ullstein, Berlin 2023, ISBN 978-3-550-20175-2.

## Ausstellung
als Künstlerin
- 2020: @365_imperfections – Social Media Journal[29]
- 2020: How beautiful you are – KINDL Zentrum für zeitgenössische Kunst (Gruppenausstellung)[30]
- 2021: Beyond Belief – Haus Kunst Mitte (Gruppenausstellung)[31]
- 2024: Traum[a]land  – Schloss Biesdorf (Gruppenausstellung)[32]

als Kuratorin
- 2016: man reiche mir TROST – Schaufenster (Gruppenausstellung)[33]
- 2018: bitch MATERial – Kunstquartier Bethanien (Gruppenausstellung)[34]
- 2019: BOOBS – Karl Oskar Gallery (Gruppenausstellung)[35]
- 2019: BOOBS goes Hamburg – Raum linksrechts (Gruppenausstellung)[36]
- 2020: @365_imperfections – Social Media Journal[37]

## Hörspiel
- 2020: Wir haben keine Krise (Deutschlandfunk Kultur)[38]